# Amphore du Dipylon

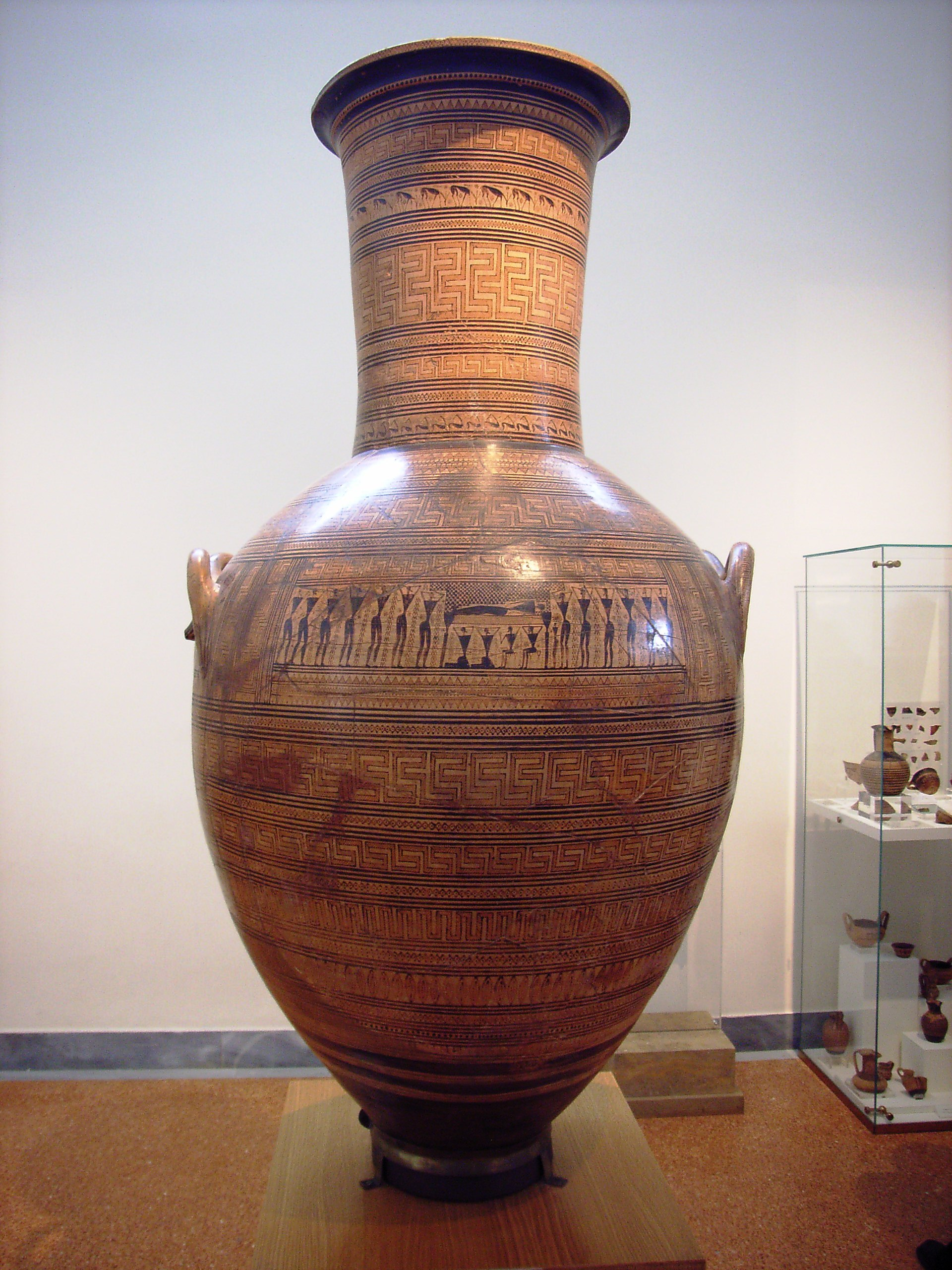
L'amphore du Dipylon

Le vase du Dipylon ou amphore du Dipylon est une amphore funéraire athénienne, prototype du style géométrique tardif, retrouvée dans la nécropole du Dipylon (Δίπυλον, « double porte »), dans le quartier du Céramique, et datant de 760-750 av. J.-C. environ.
Ce grand vase archaïque, haut de 1,55 m, est considéré comme le chef-d'œuvre du groupe de vases attribués à l'atelier du « maître du Dipylon ». Il est conservé au Musée national archéologique d'Athènes (inv. 804).

## Histoire
L'amphore servait à signaler (σῆμα / sêma, pluriel σήματα / sêmata, « signe ») « la tombe d'une femme de la noblesse athénienne, d'une famille importante, assez riche pour commander le plus monumental des vases funéraires connus de cette époque. Ce vase de dimensions exceptionnelles, qui pouvait recevoir les libations versées par les personnes en deuil, avait essentiellement une fonction commémorative et funéraire : c’était à la fois le signal de la tombe de cette femme de la noblesse et un monument à sa mémoire. Ce type de vase était déterminé par la tradition : au siècle précédent, lorsque les Athéniens incinéraient leurs morts, les amphores étaient utilisées pour contenir les cendres des femmes, alors que les cratères étaient destinés à recevoir les cendres des hommes. »

## Description et style

### Décoration
L'amphore est entièrement couverte de motifs ornementaux abstraits et  traditionnels répétés. La formule la plus simple et la plus fréquente consiste en une bande de deux ou trois fines lignes horizontales qui peuvent être combinées avec d'autres modules pour former des motifs plus complexes. La complexité augmente près des poignées, dans le groupe le plus important, puis diminue à nouveau. Il existe trois bandes de méandres simples, deux avec un double méandre et une seule avec un triple méandre. Ces méandres alternent avec des motifs de grecques, des décorations en zigzag, des dents de loup, des losanges et des ovules.
Les figures sont également traitées comme des formules répétées : les cerfs qui paissent et les chèvres qui s'agenouillent sur le col du vase forment les deux premières frises animalières, suivies par d'une multitude de frises similaires, constituées de modules et formant des bandes ornementale où les chèvres, par exemple, tournent la tête en arrière et au-dessus d’elles, comme pour imiter le mouvement d'un méandre qui revient sur lui-même.

### Scène centrale

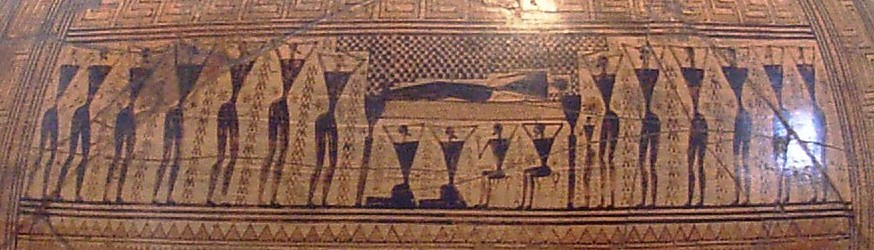
Scène de prothésis du vase du Dipylon.

Le panneau décoratif de la partie centrale de l’amphore montre la prothésis, phase des funérailles où le défunt est présenté à la famille et aux personnes présentes. « Le peintre s'est efforcé de minimiser la différence entre les parties picturales et les parties abstraites, transformant la figure humaine en un motif géométrique schématisé. Les trente-neuf figures humaines qui occupent la zone des poignées (huit dans un panneau à l'arrière, six sous chaque poignée, dix-neuf dans la prothèse avant) présentent des variations : on peut distinguer, dans la scène centrale, la défunte, vêtue d'une robe, exactement au centre du vase, et au-dessous d'elle, deux femmes agenouillées, apparemment habillées, et aussi, deux personnages à l'extrême gauche portant des épées, qui sont donc des hommes. Parmi les personnages se trouve un enfant, représenté comme un adulte miniature. Mais les distinctions sont minimes, et la plupart des personnages sont pour l'essentiel semblables, constitués de formes abstraites et soumis, comme l’amphore elle-même, à un canon proportionnel. La tête est un petit cercle avec une protubérance au menton ; la hauteur de la tête et du cou est égale à la moitié de la hauteur du tronc ; le buste (représenté de face) est un triangle avec des bâtons à la place des bras. Le corps est presque coupé à la taille et aux genoux, avec des distances entre la taille et les genoux et entre les genoux et les pieds pratiquement identiques. Toutes ces silhouettes humaines ont des formes et des proportions mathématiquement définies. »
Dans toute la scène, le chevauchement des figures a été évité. « La couverture à carreaux qui devrait recouvrir la défunte est représentée par un rideau tendu au-dessus de son corps, dont le bord inférieur suit la ligne pour ne pas être confondu avec elle. Toutes les figures sont placées au même niveau : les personnages féminins en lamentation, aux côtés du lit funéraire, semblent le couvrir d'une larme rituelle collective. »

## Techniques
Le céramiste a finalement ajouté à l'ensemble deux doubles poignées. La structure répond à un schéma proportionnel précis : la hauteur est de deux fois la largeur, et le col mesure la moitié de la hauteur du corps. La partie picturale a été réalisée avec une solution d’argile et d’eau qui s'assombrit après cuisson.